# Groupe basaltique du Columbia
Pour les articles homonymes, voir Columbia.

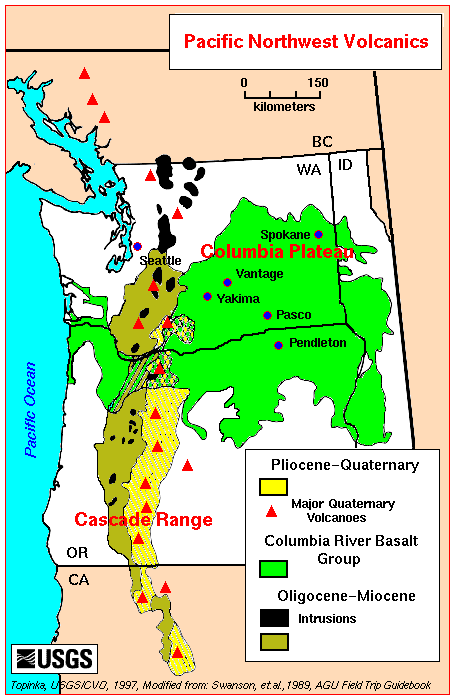
Plateau du Columbia

Le groupe basaltique du Columbia (anglais : Columbia River Basalt Group) est une grande province ignée qui se trouve dans les régions des États américains de Washington, d'Oregon et d'Idaho. La région est l'actuelle plateau du Columbia.
Au cours de la fin du Miocène et au début du Pliocène, l'une des inondations de basaltes des plus importantes jamais connue engloutit environ 163 700 km2 de la région Nord-Ouest Pacifique, formant une grande province ignée. Les éruptions ont été les plus notables il y a entre 17 et 14 millions d'années.
L'érosion résultant des inondations de Missoula a abondamment exposé ces coulées de lave et mise à nu de nombreuses couches de basalte à Wallula Gap, le cours inférieur de la rivière Palouse, la gorge du Columbia et à travers les Channeled Scablands.

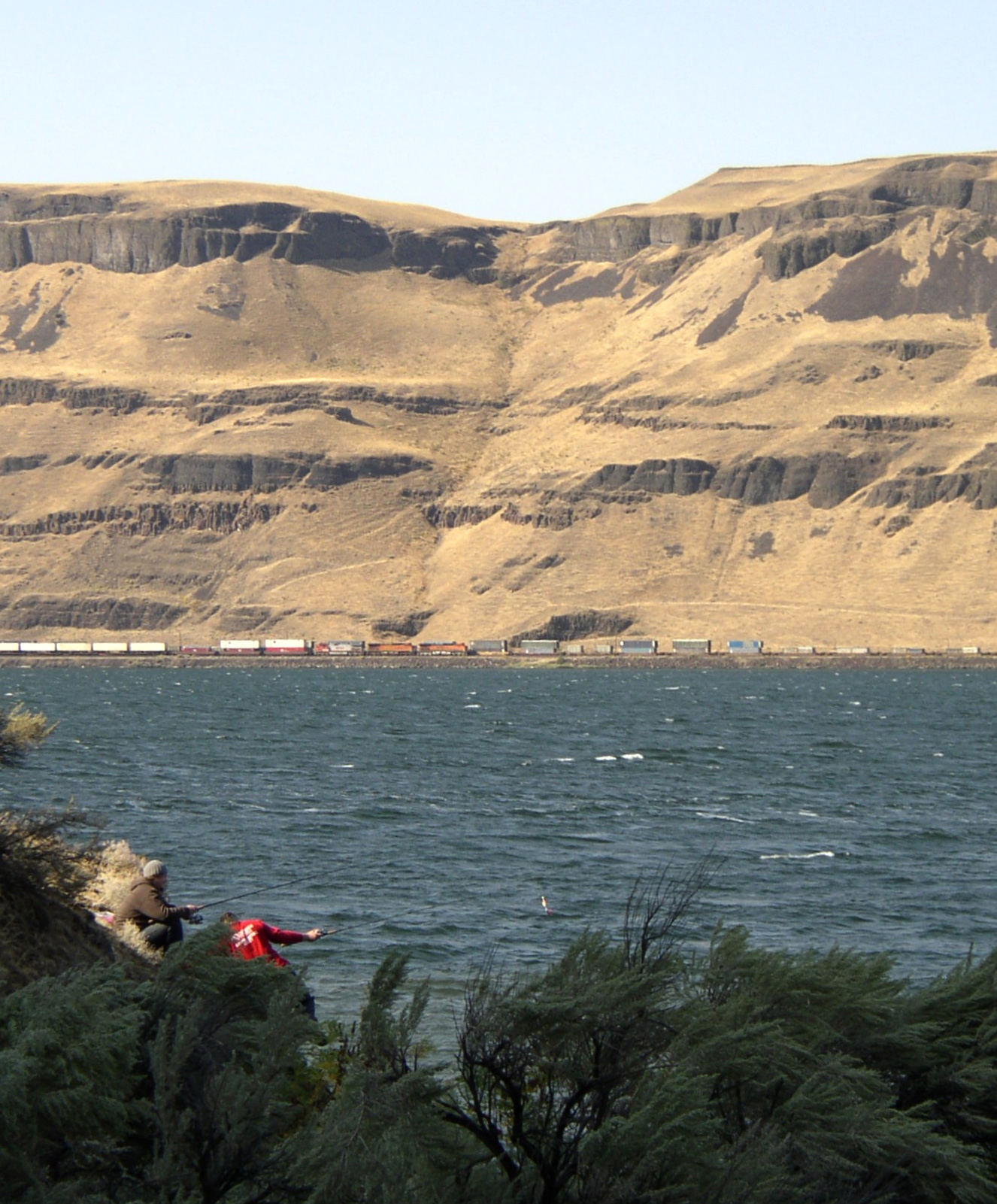
Wallula Gap